# Aeroportul Guriceel
Aeroportul Guriceel (IATA: GUO) este un aeroport din Somalia.
aeroportul dispune de o singură pistă.